# 香港家長協進會
香港家長協進會有限公司，其簡稱「家協」，(英文: Hong Kong Parents Association Limited)。
香港家長協進會是一個非牟利組織，以學生家長為本，組織人際資源，團結力量、關注香港教育的發展，引導會員覺醒，期望政治中立、和諧及進步。
香港家長協進會會長是梁中昀。

## 外部連線
- 香港家長協進會在香港教育城的資訊。